# Charles Auguste Philippe Le Fort
Pour les articles homonymes, voir Lefort.
Charles Auguste Philippe Le Fort, né le 11 septembre 1757 à Genève et mort en 1794, est un général de brigade genevois de la Révolution française. Il est le frère de Frédéric Antoine Henri Le Fort.

## États de service
Il entre en service en 1768 dans la cavalerie. En 1780, il est capitaine en second dans le régiment de Schomberg.
Le 25 juillet 1791, il est nommé lieutenant-colonel au 17e régiment de dragons, et il sert en 1792 et 1793, à l’armée du Nord. Le 23 mars 1792, il passe colonel commandant le 6e régiment de chasseurs à cheval
Il est promu général de brigade le 8 mars 1793, et au mois de juillet suivant, il est désigné par le ministre de la Guerre, pour commander les départements de l’Eure et du Calvados. Il est démis de ses fonctions le 30 juillet 1793. Il meurt en 1794.

## Sources
- (en) « Generals Who Served in the French Army during the Period 1789 - 1814: Eberle to Exelmans »
- (pl) « Napoléon.org.pl »
- Jacques Augustins Galiffe, Notices généalogiques sur les familles genevoises depuis les premiers temps jusqu’à nos jours, Volume 1, Paris, J.Barbezat et Cie, 1829, p. 73.